# Chondodendron tomentosum
Chondodendron tomentosum är en tvåhjärtbladig växtart som beskrevs av Hipólito Ruiz López och Pav.. Chondodendron tomentosum ingår i släktet Chondodendron och familjen Menispermaceae. Inga underarter finns listade i Catalogue of Life.